# الیزابت اندرسون
الیزابت سکور اندرسون (به انگلیسی: Elizabeth Secor Anderson)، (زاده ۵ دسامبر ۱۹۵۹)، فیلسوف آمریکایی است. او استاد ممتاز فلسفه و مطالعات زنان در دانشگاه میشیگان است و در فلسفه سیاسی، اخلاق، و فلسفه فمینیستی تخصص دارد.

## کار فلسفی
تحقیقات اندرسون موضوعاتی در فلسفه اجتماعی، فلسفه سیاسی و اخلاق را پوشش می‌دهد، از جمله: نظریه دموکراتیک، برابری در فلسفه سیاسی و حقوق آمریکا، ادغام نژادی، محدودیت‌های اخلاقی بازارها، نظریه‌های ارزش و انتخاب عقلانی (جایگزین‌هایی برای نتیجه‌گرایی و نظریه‌های انتخاب عقلانی)، فلسفه‌های جان استوارت میل و جان دیویی، و معرفت‌شناسی فمینیستی و فلسفه علم.
بیش‌ترین استناد اندرسون مقاله او در مجله اتیکز با عنوان «منظور از برابری چیست؟» است. در این مقاله، او به‌شدت از برابری‌طلبی شانس انتقاد می‌کند: دیدگاهی که در آن زمان توسط نویسندگانی مانند رونالد دورکین محبوبیت دارد. او از درک رابطه‌ای بیش‌تر از برابری بر اساس اصول دموکراتیک دفاع می‌کند.
کتاب اندرسون به نام الزام ادغام، در سال ۲۰۱۱، به‌دلیل «کمک علمی فلسفی برجسته در زمینه یک یا چند مورد از علوم اجتماعی»، برنده جایزه جوزف بی. گیتلر انجمن فلسفی آمریکا شد. او همچنین نویسنده ارزش در اخلاق و اقتصاد و ده‌ها مقاله است.

### اخلاق کاری
اندرسون در سخنرانی‌ها و آثار منتشرشده مختلف، اخلاق کاری را از نظر ریشه‌ها و تأثیر مستمر آن بر فرهنگ بررسی کرده‌است. بیش‌تر کارهای او بر فرهنگ و تاریخ آمریکا متمرکز است، اما تحت‌تأثیر کشورهای اروپایی است که سرمایه‌داری سهام‌داری را نشان می‌دهند. اندرسون ماکس وبر (در سال ۱۹۰۵ اخلاق پروتستانی و روح سرمایه‌داری) را تکرار می‌کند که به پروتستان‌ها، به‌ویژه ریچارد باکستر، به‌عنوان مبتکران اخلاق کاری اشاره می‌کند. کالوینیست‌ها معتقد بودند که برای ورود به بهشت و قدیس شدن باید ایمان داشت. باکستر استدلال می‌کرد که هیچ راهی وجود ندارد که با تأمل ساده خود بفهمیم که آیا فرد ایمان دارد یا خیر. در عوض، باید به عمل، به‌ویژه اخلاق کاری یک فرد نگاه کرد. تنبلی و کاهلی به‌عنوان شاهدی بر زوال ایمان تلقی می‌شد. باکستر در کتاب «آرامش ابدی مقدسین» (۱۶۵۰)، اصول اصلی اخلاق کاری پروتستان را بیان کرد. بسیاری از متفکران تکوین‌گرایانه، مانند رابرت ساندرسون، کارگران را در حال انجام وظایف خود در برابر خدا می‌دانستند و ارزش‌های طرف‌دار حقوق کارگر را ترویج می‌کردند.
سرانجام، این ارزش‌های پروتستانی توسط لیبرال‌های کلاسیک مانند آدام اسمیت، توماس پین و جان استوارت میل سکولار شد. با این حال، اندرسون معتقد است که دو نوع تفکر در مورد اخلاق کار پدیدار شد: یک نسخه محافظه‌کارانه، طرف‌دار سرمایه، و همچنین یک نسخه مترقی و طرف‌دار کارگر. او استدلال می‌کند که این نتیجه انقلاب صنعتی بود که صنعت‌گران را به طبقه صاحب سرمایه و طبقه کارگر محروم تقسیم کرد، یا چیزی که در قرن بیست و یکم پرکیاریات تلقی می‌شود. او دو نسخه از اخلاق کار را می‌بیند: تفاسیر مترقی مورد علاقه کارگران، و تفسیر محافظه‌کاران مورد علاقه صاحبان سرمایه.
اندرسون در ادامه استدلال می‌کند که بسیاری از استدلال‌های نئولیبرال عمدتاً ریشه در آثار توماس رابرت مالتوس و جرمی بنتام دارند و نه لیبرال‌های کلاسیک واقعی. مالتوس از مسئولیت فردی سخت‌گیرانه دفاع می‌کرد و استدلال می‌کرد که مردم به‌دلیل تنبلی، هرزگی و رذایل خود فقیر هستند. بنتام این ایده را به‌وجود آورد که سرمایه‌داران خصوصی می‌توانند خدمات کارآمدتری نسبت به دولت ایجاد کنند. در مقابل، لیبرال‌های کلاسیک بیش‌تر طرفدار کارگر بودند و با ارزش‌های نولیبرالی محافظه‌کاران امروزی ناسازگار بودند. اندرسون استدلال می‌کند که تغییری وجود داشت که در آن صاحبان سرمایه خشم را از ثروتمندان بی‌کار به‌سوی فقرا معکوس کردند. در انجام این کار، بسیاری از این ایده‌ها متناقض شدند. اندرسون مثال‌های متعددی ارائه می‌کند: محافظه‌کاران علیه رفاه بحث می‌کنند، زیرا ظاهراً کمک‌ها نمی‌توانند شادی را به همراه داشته باشند، این استدلال علیه دریافت غیرفعال سود سهام استفاده نمی‌شود. ایده مسئولیت فردی اغلب به‌عنوان دلیلی برای کمک نکردن به بده‌کاران ذکر می‌شود، اما به‌دلیل صدور وام‌ها یا دریافت حق بیمه ریسک در برابر طلب‌کاران قرار می‌گیرد. احساسات ضدانحصاری اغلب علیه اتحادیه‌ها اعمال می‌شود، اما نه بر ضد قوانین حمایت از مالکان، و نه ساختارشکنی قوانین ضدانحصار.